# Alžirska osamosvojitvena vojna
Alžirska osamosvojitvena vojna je bil oboroženi konflikt na področju Alžirije med letoma 1954 in 1962, s katerim je Alžirija dosegla samostojnost in neodvisnost od Francije.